# Samtgemeinde Schladen

Lage der Samtgemeinde im Landkreis Wolfenbüttel

Die Samtgemeinde Schladen war eine Verwaltungsgemeinschaft der Gemeinden Gielde, Schladen und Werlaburgdorf sowie der Stadt Hornburg im Landkreis Wolfenbüttel in Niedersachsen (Deutschland).
Das Gebiet der Samtgemeinde Schladen, in der fast 9000 Einwohner lebten, umfasste 73,89 km² Fläche.
Am 1. November 2013 wurde die Samtgemeinde in die Einheitsgemeinde Schladen-Werla umgewandelt.

## Geografie

### Geografische Lage
Die Samtgemeinde Schladen befand sich mit ihren Ortsteilen im nördlichen Vorharz insbesondere südlich des Oderwalds. Die Oker lag im Gebiet der Samtgemeinde.

## Politik
Letzter Samtgemeindebürgermeister war Andreas Memmert.